# Бернар Малівуар
Бернар Робер Малівуар (фр. Bernard Robert Malivoire; нар. 20 квітня 1938, Бержерак, Дордонь, Аквітанія-Лімузен-Пуату-Шарант — пом. 18 грудня 1982, Булонь-Біянкур, О-де-Сен, Іль-де-Франс) — французький академічний веслувальник. Олімпійський чемпіон (1952).

## Життєпис
Чемпіон Франції 1952 року серед двійок розпашних зі стерновим.
На літніх Олімпійських іграх 1952 року в Гельсінкі (Фінляндія) став олімпійським чемпіоном серед двійок розпашних зі стерновим як стерновий (з результатом 8:28.6).